# Gersekarát
Gersekarát là một thị trấn thuộc hạt Vas, Hungary. Thị trấn này có diện tích 19,92 km², dân số năm 2010 là 683 người, mật độ 34 người/km².